# Aramaio
Aramaio (nome oficial em basco) é um município da Espanha na província de Álava, comunidade autónoma do País Basco, de área 73,27 km² com população de 1493 habitantes (2007) e densidade populacional de 20,38 hab./km².

## Demografia
| Variação demográfica do município entre 1991 e 2004 | Variação demográfica do município entre 1991 e 2004 | Variação demográfica do município entre 1991 e 2004 | Variação demográfica do município entre 1991 e 2004 |
| --------------------------------------------------- | --------------------------------------------------- | --------------------------------------------------- | --------------------------------------------------- |
| 1991                                                | 1996                                                | 2001                                                | 2004                                                |
| 1310                                                | 1345                                                | 1466                                                | 1487                                                |